# Paladio de Galacia
Paladio de Galacia o Paladio de Helenópolis (Παλλάδιος Ελενουπόλεως: Galacia, ca. 367 - 421-430) fue un monje, obispo de Helenópolis en Bitinia y después de Aspuna (Galacia). Se lo recuerda sobre todo por su obra Historia Lausiaca (Λαυσαϊκή Ιστορία).

## Vida y obra
Sobre el año 386, entró en la vida monástica en el Monte de los Olivos, partiendo tres años después hacia Egipto para estudiar la vida de los pioneros monjes cristianos egipcios (Padres del Desierto), relacionándose con Dídimo el Ciego. Durante su estancia en comunidades monásticas en el desierto de Nitria y después en un distrito del desierto conocido como Cellia, se relaciona con Macario de Alejandría y Evagrio del Ponto. También llega a conocer la vida de los monjes y monjas de la Tebaida y Scete. 
Con su salud un tanto deteriorada y después de la muerte de Evagrio en el 399, Paladio regresó a su tierra, buscando un clima menos caluroso, pasando por Alejandría y Palestina. En Belén conoció a San Jerónimo y en Jerusalén se relacionó con Rufino de Aquilea y Melania la Joven.
En el año 400, en Bitinia fue ordenado obispo de Helenópolis, destacando por su apoyo a su amigo y discípulo Juan Crisóstomo, que le llevaría a prisión en 403 y a defenderlo en Roma en el 405 ante el papa Inocencio I y el emperador Honorio. Posteriormente sería desterrado a Syene en el Bajo Egipto.
En 412-413 fue restaurado, después de una estancia entre los monjes del Monte de los Olivos. En el 417 cambió su diócesis de Helenópolis por Aspuna en Galacia.
En el 420 escribió su "Historia Lausiaca" (Ad Lausum Praepositum Historia, quase Sanctorum Peatrum vitas complectitur) para Lauso, chambelán de la corte de Teodosio II, una historia sobre los monjes de Egipto y Palestina mediante anécdotas y biografías cortas. Además, es casi seguro que fue el autor del "Diálogo sobre la vida de Crisóstomo". 
Se dejan de tener noticias suyas a partir de entonces, pero aparentemente debió morir poco antes del año 431, Concilio de Éfeso, cuando figuraba Eusebio como obispo de Aspuna.